# Yui Horie
Yoshiko Horie (堀江 由子, Horie Yoshiko, Katsushika, 20 september 1976), beter gekend onder het pseudoniem Yui Horie (堀江 由衣, Horie Yui), is een Japans stemactrice en zangeres. Ze werkt voor VIMS en Starchild.

## Carrière
In 1997 maakte Horie haar debuut met de single My Best Friend. Sindsdien nam ze deel aan zo'n 350 producties, promotiemateriaal en concerten. Ook nam ze verscheidene albums en singles op. Ze won een prijs op de vierde Seiyu Awards.
Enkele bekende rollen die Horie als seiyu speelde, zijn Naru Narusegawa in Love Hina, Multi in To Heart, Tohru Honda in Fruits Basket, Ai in Dobutsu no Mori, Ayu Tsukimiya in Kanon, Yuki Cross in Vampire Knight, Miss Monochrome in Miss Monochrome, Minori Kushieda in Toradora!, Tsubasa Hanekawa in Monogatari, Chie Satonaka in Persona 4, Koko Kaga in Golden Time, Carla in Fairy Tail en Wiz in KonoSuba.
Horie's officiële fanclub noemt de "Black Cat Alliance". Haar Japanse fans noemen haar vaak "Hocchan" (ほっちゃん).